# Campeonato Mundial de Futebol Sub-17 de 1993
O Campeonato Mundial de Futebol Sub-17 de 1993 foi disputado no Japão entre 21 de Agosto e 4 de Setembro de 1993. Esta foi a 5ª edição da competição, e a segunda vez ganha pela Nigéria.

## Selecções
| CAF (África) - Gana - Nigéria - Tunísia AFC (Ásia) - China - Catar | UEFA (Europa) - Itália - Polónia - Tchecoslováquia CONCACAF (América do Norte, Central e Caribe) - Canadá - México - Estados Unidos | CONMEBOL (América do Sul) - Argentina - Chile - Colômbia OFC (Oceânia) - Austrália País anfitrião - Japão |

## Árbitros
| AFC (Ásia) - Shinichiro Obata - Omar Al-Mohanna CAF (África) - Jean-Fidele Diramba - Alhagi Faye | CONCACAF (América do Norte, Central e Caribe) - Benito Archundia - Brian Hall CONMEBOL (América do Sul) - Javier Castrilli - Salvador Imperatore - John Toro Rendon | UEFA (Europa) - Eric Blareau - Sandor Piller - José Mendes Pratas - Anders Frisk |

## Primeira Fase

### Grupo A
| Selecção | J | V | E | D | GM | GS | +/- | Pts |
| -------- | - | - | - | - | -- | -- | --- | --- |
| Gana     | 3 | 3 | 0 | 0 | 9  | 1  | 8   | 9   |
| Japão    | 3 | 1 | 1 | 1 | 2  | 2  | 0   | 4   |
| México   | 3 | 1 | 0 | 2 | 4  | 7  | -3  | 3   |
| Itália   | 3 | 0 | 1 | 2 | 1  | 6  | -5  | 1   |

| 21 de Agosto de 1983 | Japão | 0 - 1     | Gana      | Estádio Olímpico de Tóquio, Tóquio        |
| 19:30                |       | Relatório | Fameye 5' | Público: 21,938 Árbitro: Javier Castrilli |

| 22 de Agosto de 1983 | Itália    | 1 - 2     | México                    | Kobe Universiade Memorial Stadium, Kobe  |
| 19:00                | Totti 57' | Relatório | Santa Cruz 38' Garcia 69' | Público: 2,000 Árbitro: John Toro Rendon |

| 24 de Agosto de 1983 | Japão | 0 - 0     | Itália | Kobe Universiade Memorial Stadium, Kobe     |
| 19:00                |       | Relatório |        | Público: 9,000 Árbitro: Jean-Fidele Diramba |

| 24 de Agosto de 1983 | Gana                               | 4 - 1     | México         | Kobe Universiade Memorial Stadium, Kobe |
| 17:00                | Dadzie 38' , 62' Addo 52' Duah 77' | Relatório | Santa Cruz 56' | Público: 9,000 Árbitro: Eric Blareau    |

| 26 de Agosto de 1983 | Japão                    | 2 - 1     | México    | Kobe Universiade Memorial Stadium, Kobe  |
| 19:00                | Funakoshi 6' Matsuda 58' | Relatório | Garcia 7' | Público: 7,500 Árbitro: Javier Castrilli |

| 26 de Agosto de 1983 | Gana                                    | 4 - 0     | Itália | Kobe Universiade Memorial Stadium, Kobe  |
| 17:00                | Duah 22' Addo 29' Fameye 32' Dadzie 71' | Relatório |        | Público: 7,500 Árbitro: John Toro Rendon |

### Grupo B
| Selecção  | J | V | E | D | GM | GS | +/- | Pts |
| --------- | - | - | - | - | -- | -- | --- | --- |
| Nigéria   | 3 | 3 | 0 | 0 | 14 | 0  | 14  | 9   |
| Austrália | 3 | 1 | 1 | 1 | 7  | 4  | 3   | 4   |
| Argentina | 3 | 1 | 1 | 1 | 7  | 6  | 1   | 4   |
| Canadá    | 3 | 0 | 0 | 3 | 0  | 18 | -18 | 0   |

| 22 de Agosto de 1983 | Austrália                 | 2 - 2     | Argentina              | Mizuho Athletic Stadium, Nagoya      |
| 17:00                | Naglieri 6' Ristevski 27' | Relatório | Grande 34' Biagini 57' | Público: 7,952 Árbitro: Anders Frisk |

| 22 de Agosto de 1983 | Canadá | 0 - 8     | Nigéria                                                                    | Mizuho Athletic Stadium, Nagoya             |
| 19:00                |        | Relatório | Kanu 1' , 24' , 65' (g.p.) Anosike 36' , 68' Babangida 43' , 77' Odini 76' | Público: 7,952 Árbitro: Salvador Imperatore |

| 24 de Agosto de 1983 | Austrália                                        | 5 - 0     | Canadá | Mizuho Athletic Stadium, Nagoya       |
| 17:00                | Carter 5' , 12' Bilokapic 48' , 55' Bosevski 68' | Relatório |        | Público: 6,810 Árbitro: Sandor Piller |

| 24 de Agosto de 1983 | Argentina | 0 - 4     | Nigéria                              | Mizuho Athletic Stadium, Nagoya      |
| 19:00                |           | Relatório | Oruma 60' , 79' Anosike 62' Kanu 66' | Público: 6,810 Árbitro: Anders Frisk |

| 26 de Agosto de 1983 | Austrália | 0 - 2     | Nigéria            | Gifu Memorial Center, Gifu                  |
| 17:00                |           | Relatório | Kanu 51' Oruma 68' | Público: 5,732 Árbitro: Salvador Imperatore |

| 26 de Agosto de 1983 | Argentina                                                     | 5 - 0     | Canadá | Gifu Memorial Center, Gifu            |
| 19:00                | Vilarino 13' Dominguez 24' Grande 33' Biagini 61' Cantoro 70' | Relatório |        | Público: 5,732 Árbitro: Sandor Piller |

### Grupo C
| Selecção        | J | V | E | D | GM | GS | +/- | Pts |
| --------------- | - | - | - | - | -- | -- | --- | --- |
| Tchecoslováquia | 3 | 2 | 1 | 0 | 7  | 3  | 4   | 7   |
| Estados Unidos  | 3 | 1 | 1 | 1 | 8  | 5  | 3   | 4   |
| Colômbia        | 3 | 1 | 0 | 2 | 3  | 6  | -3  | 3   |
| Catar           | 3 | 1 | 0 | 2 | 3  | 7  | -4  | 3   |

| 22 de Agosto de 1993 | Colômbia | 0 - 2     | Catar               | Nishikyogoku Athletic Stadium, Quioto    |
| 17:00                |          | Relatório | Al Otaibi 10' , 66' | Público: 4,500 Árbitro: Benito Archundia |

| 22 de Agosto de 1993 | Estados Unidos         | 2 - 2     | Tchecoslováquia      | Nishikyogoku Athletic Stadium, Quioto |
| 19:00                | Venditti 12' Armas 52' | Relatório | Sionko 37' Ruman 42' | Público: 4,500 Árbitro: Alhagi Faye   |

| 24 de Agosto de 1993 | Colômbia                  | 2 - 1     | Estados Unidos | Nishikyogoku Athletic Stadium, Quioto      |
| 17:00                | Cilciliano 24' Madrid 42' | Relatório | Cooks 41'      | Público: 8,200 Árbitro: José Mendes Pratas |

| 24 de Agosto de 1993 | Catar | 0 - 2     | Tchecoslováquia            | Nishikyogoku Athletic Stadium, Quioto |
| 19:00                |       | Relatório | Spanik 8' (g.p.) Ruman 78' | Público: 8,200 Árbitro: Alhagi Faye   |

| 26 de Agosto de 1993 | Colômbia      | 1 - 3     | Tchecoslováquia                 | Nishikyogoku Athletic Stadium, Quioto    |
| 17:00                | Ciciliano 66' | Relatório | Vapenik 28' Rada 56' Novota 77' | Público: 3,700 Árbitro: Benito Archundia |

| 26 de Agosto de 1993 | Catar        | 1 - 5     | Estados Unidos                               | Nishikyogoku Athletic Stadium, Quioto      |
| 19:00                | Al Enazi 55' | Relatório | Venditti 13' Moore 14' , 47' , 53' Cooks 72' | Público: 3,700 Árbitro: José Mendes Pratas |

### Grupo D
| Selecção | J | V | E | D | GM | GS | +/- | Pts |
| -------- | - | - | - | - | -- | -- | --- | --- |
| Polónia  | 3 | 2 | 1 | 0 | 8  | 4  | 4   | 7   |
| Chile    | 3 | 1 | 2 | 0 | 7  | 5  | 2   | 5   |
| Tunísia  | 3 | 1 | 0 | 2 | 2  | 5  | -3  | 3   |
| China    | 3 | 0 | 1 | 2 | 2  | 5  | -3  | 1   |

| 22 de Agosto de 1993 | Chile                  | 2 - 2     | China          | Hiroshima Stadium, Hiroshima       |
| 17:00                | Neira 62' Rozental 67' | Relatório | Yu 18' Yao 60' | Público: 1,608 Árbitro: Brian Hall |

| 22 de Agosto de 1993 | Tunísia    | 1 - 3     | Polónia                                       | Hiroshima Stadium, Hiroshima            |
| 19:00                | Arouri 54' | Relatório | Kosztowniak 26' Terlecki 57' Wyczalkowski 79' | Público: 1,608 Árbitro: Omar Al-Mohanna |

| 24 de Agosto de 1993 | Chile              | 2 - 0     | Tunísia | Hiroshima Stadium, Hiroshima             |
| 17:00                | Tapia 4' Neira 48' | Relatório |         | Público: 1,503 Árbitro: Shinichiro Obata |

| 24 de Agosto de 1993 | China | 0 - 2     | Polónia                         | Hiroshima Stadium, Hiroshima |
| 19:00                |       | Relatório | Kosztowniak 48' Andruszczak 78' | Árbitro: Omar Al-Mohanna     |

| 26 de Agosto de 1993 | Chile                                    | 3 - 3     | Polónia                          | Hiroshima Stadium, Hiroshima             |
| 17:00                | Osorio 38' Rozental 61' (g.p.) Neira 67' | Relatório | Orlinski 14' , 34' Wichniarek43' | Público: 4,851 Árbitro: Shinichiro Obata |

| 26 de Agosto de 1993 | China | 0 - 1     | Tunísia    | Hiroshima Stadium, Hiroshima         |
| 19:00                |       | Relatório | Arouri 23' | Público: 4,851 Árbitro: Eric Blareau |

## Fases Finais
|  | Quartas de final         | Quartas de final          |                        |         | Semifinais     | Semifinais     |  |  | Final                  | Final |
|  |                          |                           |                        |         |                |                |  |  |                        |       |
|  | 29 de Agosto - Kobe      |                           |                        |         |                |                |  |  |                        |       |
|  |                          |                           |                        |         |                |                |  |  |                        |       |
|  | Gana (a.p.)              | 1                         |                        |         |                |                |  |  |                        |       |
|  | Gana (a.p.)              | 1                         | 1 de Setembro - Tóquio |         |                |                |  |  |                        |       |
|  | Austrália                | 0                         |                        |         |                |                |  |  |                        |       |
|  | Austrália                | 0                         | Gana                   | 3       |                |                |  |  |                        |       |
|  | 29 de Agosto - Quioto    |                           | Gana                   | 3       |                |                |  |  |                        |       |
|  |                          | Chile                     | 0                      |         |                |                |  |  |                        |       |
|  | Tchecoslováquia          | Chile                     | 0                      | 1       |                |                |  |  |                        |       |
|  | Tchecoslováquia          |                           | 4 de Setembro - Tóquio | 1       |                |                |  |  |                        |       |
|  | Chile                    | 4                         |                        |         |                |                |  |  |                        |       |
|  | Chile                    | 4                         | Gana                   | 1       |                |                |  |  |                        |       |
|  | 29 de Agosto - Gifu      |                           | Gana                   | 1       |                |                |  |  |                        |       |
|  |                          | Nigéria                   | 2                      |         |                |                |  |  |                        |       |
|  | Nigéria                  | Nigéria                   | 2                      | 2       |                |                |  |  |                        |       |
|  | Nigéria                  | 1 de Setembro - Hiroshima |                        | 2       |                |                |  |  |                        |       |
|  | Japão                    | 1                         |                        |         |                |                |  |  |                        |       |
|  | Japão                    | 1                         | Nigéria                | 2       | Terceiro lugar | Terceiro lugar |  |  |                        |       |
|  | 29 de Agosto - Hiroshima |                           | Nigéria                | 2       | Terceiro lugar | Terceiro lugar |  |  |                        |       |
|  |                          | Polónia                   | 1                      |         |                |                |  |  |                        |       |
|  | Polónia                  | Polónia                   | 1                      | 3       | Chile (g.p.)   | 1 (4)          |  |  |                        |       |
|  | Polónia                  |                           |                        | 3       | Chile (g.p.)   | 1 (4)          |  |  |                        |       |
|  | Estados Unidos           | 0                         |                        | Polónia | 1 (2)          |                |  |  |                        |       |
|  | Estados Unidos           | 0                         |                        |         | 1 (2)          |                |  |  |                        |       |
|  |                          |                           |                        |         |                |                |  |  | 4 de Setembro - Tóquio |       |
|  |                          |                           |                        |         |                |                |  |  |                        |       |

### Quartos-finais
| 29 de Agosto de 1993 | Gana     | 1 - 0     | Austrália | Kobe Universiade Memorial Stadium, Kobe   |
| 19:00                | Addo 92' | Relatório |           | Público: 10,000 Árbitro: Benito Archundia |

| 29 de Agosto de 1993 | Tchecoslováquia | 1 - 4     | Chile                                         | Nishikyogoku Athletic Stadium, Quioto        |
| 19:00                | Ruman 40'       | Relatório | Rozental 11' (g.p.) Tapia 31' Neira 65' , 66' | Público: 19,000 Árbitro: Jean-Fidele Diramba |

| 29 de Agosto de 1993 | Nigéria            | 2 - 1     | Japão      | Gifu Memorial Center, Gifu             |
| 19:00                | Oruma 1' Odini 40' | Relatório | Nakata 56' | Público: 19,000 Árbitro: Sandor Piller |

| 29 de Agosto de 1993 | Polónia                                  | 3 - 0 | Estados Unidos | Hiroshima Stadium, Hiroshima             |
| 19:00                | Terlecki 39' Kosztowniak 59' Magiera 80' |       |                | Público: 2,854 Árbitro: John Toro Rendon |

### Semi-finais
| 1 de Setembro de 1993 | Gana                          | 3 - 0     | Chile | Estádio Olímpico de Tóquio, Tóquio   |
|                       | Fameye 29' Armah 48' Duah 80' | Relatório |       | Público: 7,500 Árbitro: Anders Frisk |

|  | Nigéria               | 2 - 1     | Polónia        | Hiroshima Stadium, Hiroshima             |
|  | Oruma 52' Anosike 57' | Relatório | Szymkowiak 79' | Público: 2,500 Árbitro: Benito Archundia |

### Terceiro lugar
| 3 de Setembro de 1993 | Chile               | 1 - 1 1 - 1 (a.p.) 4 - 2 (g.p.) | Polónia         | Estádio Olímpico de Tóquio, Tóquio       |
| 16:30                 | Rozental 77' (g.p.) | Relatório                       | Poli 26' (p.b.) | Público: 15,000 Árbitro: Omar Al-Mohanna |

### Final
| 4 de Setembro de 1993 | Gana       | 1 - 2     | Nigéria              | Estádio Olímpico de Tóquio, Tóquio        |
| 16:30                 | Fameye 80' | Relatório | Oruma 3' Anosike 75' | Público: 22,000 Árbitro: Javier Castrilli |

## Premiações

### Campeões
| Campeão do Mundial Sub-17 da FIFA de 1993 NIGÉRIA 2º Título |

### Individuais
| Chuteira de Ouro | Bola de Ouro | Fair Play |
| ---------------- | ------------ | --------- |
| Wilson Oruma     | Daniel Addo  | Nigéria   |